# Egemen Mustafa Almacı
Egemen Mustafa Almacı (* 2004 oder 2008 in Istanbul) ist ein türkischer Schauspieler.

## Leben und Karriere
Almacı wurde in Istanbul geboren. Sein Debüt gab er 2018 in dem Film Enes Batur Hayal mi Gerçek mi?. Anschließend war er in Hadi Be Oğlum zu sehen. Im selben Jahr trat er in einer Folge in Muhteşem İkili auf. 2019 wurde Almacı für den Film Keşfedilmemiş Çocuklar gecastet. Unter anderem spielte er in Elbet Bir Gün mit. Außerdem bekam er 2021 in dem Film Pota eine Hauptrolle. 2022 setzte er seine Karriere in Tozluyaka fort.

## Filmografie
Filme
- 2018: Enes Batur Hayal mi Gerçek mi?
- 2018: Hadi Be Oğlum
- 2019: Keşfedilmemiş Çocuklar
- 2021: Pota

Serien
- 2018: Muhteşem İkili
- 2021: Elbet Bir Gün
- 2022: Tozluyaka